# كأس إفريقيا للأندية البطلة 1990
كأس أفريقيا للأندية البطلة 1990 هي النسخة 26 من دوري أبطال أفريقيا . وتقام في منطقة الاتحاد الإفريقي لكرة القدم (أفريقيا).
توج شبيبة القبائل الجزائري بالكأس للمرة الثانية في تاريخه على حساب إف سي نيكانا الزامبي . 